# Kutusaari (ö i Lappland, Rovaniemi)
Kutusaari är en ö i Finland. Den ligger i sjön Jyrhämäjärvi och i kommunen Rovaniemi i den ekonomiska regionen  Rovaniemi ekonomiska region  och landskapet Lappland, i den norra delen av landet, 700 km norr om huvudstaden Helsingfors. Öns area är 1,6 hektar och dess största längd är 390 meter i sydöst-nordvästlig riktning.